# Fale (Nukufetau)
Fale ist ein Motu im Riffsaum des Atolls Nukufetau im Inselstaat Tuvalu.

## Geographie
Fale liegt als westlichstes Motu zusammen mit Motumua, Savave und Temotuloto an der Südwestspitze des Atolls. Die Insel umschließt nach Südwesten die Insel Savave und verfügt über einen großen Kokosnusspalmen-Bestand.

## Geschichte
Die Tradition überliefert, dass Lagitupu und Laupapa, zwei aliki (Chiefs) Fale vor Überfällen aus Tonga schützten. Lagitupu und Laupapa bauten eine Falle an einem Ort, der noch heute Tututekolo genannt wird. Dieser Ort lag an einem Pfad auf dem Weg zum Strand. Dort lagen die beiden auf der Lauer und überraschten Räuber und erstachen sie mit ihren Speeren oder spalteten ihre Schädel mit einer Axt aus Muscheln.
Noch im späten 19. Jahrhundert, nach der Ankunft der Missionare, lebten die Menschen von Nukufetau auf Fale, bevor sie nach Savave an die Innenseite der Lagune zogen.
Historische Gräber wurden auf Fale gefunden.